# Paracladopelma urkanensis
Paracladopelma urkanensis är en tvåvingeart som beskrevs av Oksana V. Zorina 2006. Paracladopelma urkanensis ingår i släktet Paracladopelma och familjen fjädermyggor. Inga underarter finns listade i Catalogue of Life.